# Anneli Aarika-Szrok
Eini Anneli Aarika-Szrok nhũ danh Fagerholm (sinh ngày 18 tháng 10 năm 1924 tại Helsinki) là một ca sĩ opera người Phần Lan. Bà từng học tại Học viện Sibelius từ năm 1944 đến năm 1949 và sau đó tại Học viện Âm nhạc Franz Liszt ở Budapest từ năm 1949 đến năm 1952. Bà là nghệ sĩ độc tấu của Nhà hát Opera Quốc gia Hungary từ năm 1951 đến năm 1962. Bà đã làm việc như một ca sĩ tại Viện Âm nhạc Riihimäki.
Aarika-Szrok đã từng là Giám đốc điều hành của Hiệp hội Phần Lan-Hungary.
Chồng của Aarika-Szroki là Istvan Szrok, và họ có với nhau một người con, ra đời vào năm 1951.